# Макула Эйр
Макула Эйр (лат. Eir Macula) — макула (тёмное пятно) на поверхности Титана — самого крупного спутника Сатурна. Находится в светлом регионе, известном как область Туи. Примечательна довольно резкими границами. Максимальный размер — 145 км, координаты центра — 24°00′ ю. ш. 114°42′ з. д. / 24,0° ю. ш. 114,7° з. д.
Макула Эйр была обнаружена на инфракрасных снимках, сделанных космическим аппаратом «Кассини» в 2004 году. Названа в честь Эйр, скандинавской богини исцеления и мира. Это название было утверждено Международным астрономическим союзом в 2006 году. В 2008 году «Кассини» заснял эту макулу радаром: 28 мая — северную часть, а 5 декабря — всю, кроме северной части.